# 삼성증권배 국제 남녀 챌린저 테니스 대회

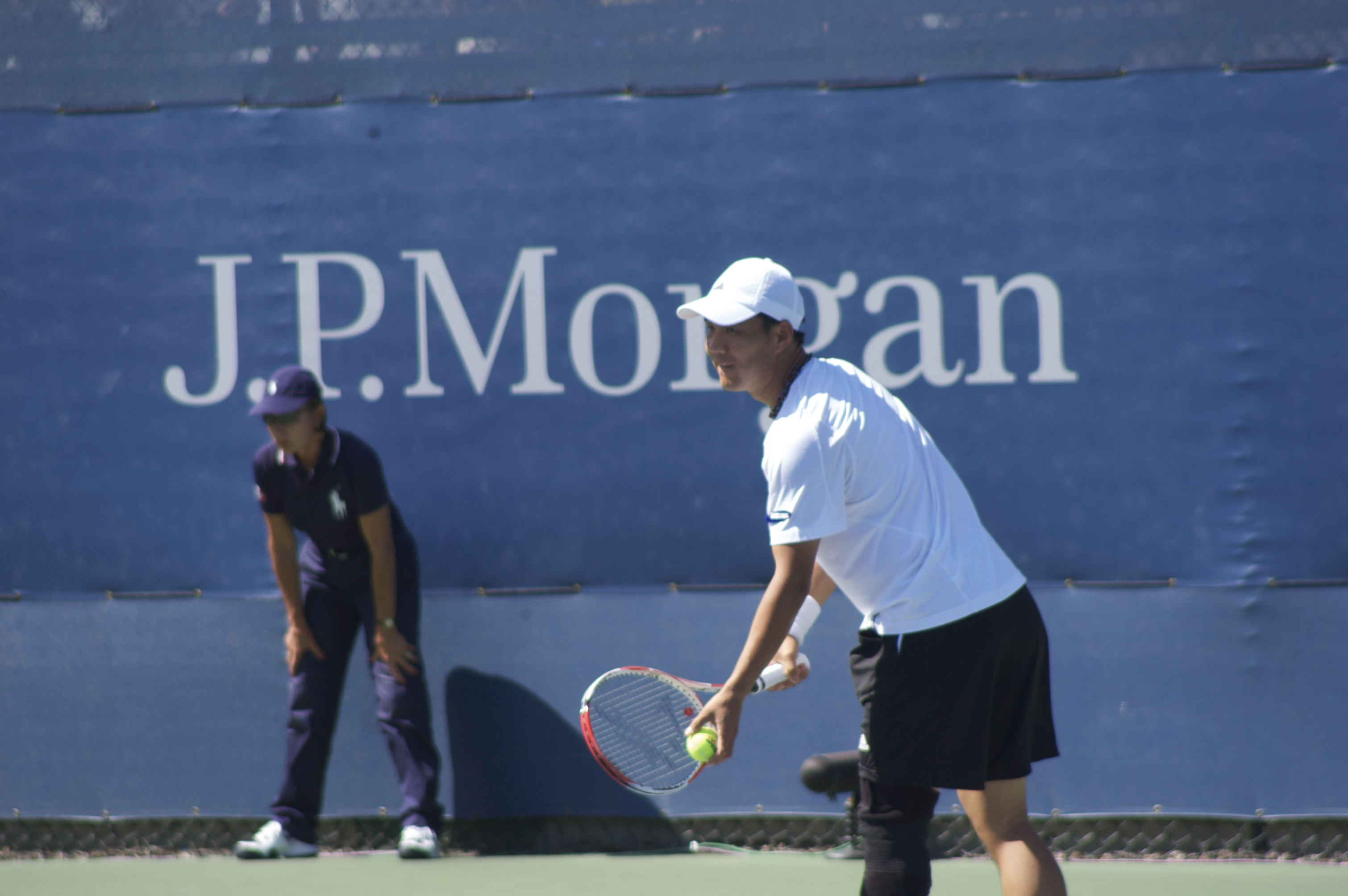
이형택은 단식 7회, 복식 1회 우승으로 이 대회에서 역대 가장 많은 우승을 차지했다.

삼성증권배 국제 남녀 챌린저 테니스 대회는 매년 대한민국 서울에서 개최되는 프로 테니스 대회이다. 2000년 처음 시작되었으며, 코트 종류는 하드 코트이다. 현재 대회 분류상 ATP 챌린저 투어 및 ITF 여자 서킷에 속하는 이 대회의 경기 장소는 서울 올림픽 공원 테니스 코트이다. 2010년까지는 남자 단식 및 복식만 운영되었으며, 2011년부터 여자 단식이 추가되었다.

## 역대 결승

### 단식
| 연도 | 우승          | 준우승                    | 스코어           |
| ---- | ------------- | ------------------------- | ---------------- |
| 2013 | 두샨 라요비치 | 율리안 레이스테어         | 기권             |
| 2012 | 루옌쉰        | 수기타 유이치             | 6–3, 7–6(7–4)    |
| 2011 | 루옌쉰        | 왕예추                    | 7–5, 6–3         |
| 2010 | 루옌쉰        | 케빈 앤더슨               | 6–3, 6–4         |
| 2009 | 루카스 락코   | 두산 로이다               | 6–4, 6–2         |
| 2008 | 이형택        | 이보 미나르               | 6–4, 6–0         |
| 2007 | 두디 셀라     | 콘스탄디노스 이코노미디스 | 6–4, 6–4         |
| 2006 | 이형택        | 비외른 파우               | 6–2, 6–2         |
| 2005 | 이형택        | 니콜라스 토만             | 4–6, 6–1, 7–6(6) |
| 2004 | 이형택        | 쟝 르네 리스나르          | 3–6, 7–5, 6–2    |
| 2003 | 이형택        | 데니스 판 스헤핑언        | 6–3, 6–3         |
| 2002 | 베르너 에샤워 | 이고리 쿠니친             | 6–2 기권         |
| 2001 | 이형택        | 모토무라 고우이치         | 6–3, 6–4         |
| 2000 | 이형택        | 라덱 스테파넥             | 6–4, 6–4         |

### 여자 단식
| 연도                 | 우승        | 준우승        | 스코어   |
| -------------------- | ----------- | ------------- | -------- |
| 2013                 | 한나래      | 김다혜        | 6–4, 6–4 |
| 2012                 | 세마 에리카 | 미노코시 마이 | 6–1, 7–5 |
| 2011                 | 셰수웨이    | 세마 유리카   | 6–1, 6–0 |
| ↑ ITF $25,000 대회 ↑ |             |               |          |

### 복식
| 연도 | 우승                                    | 준우승                            | 스코어            |
| ---- | --------------------------------------- | --------------------------------- | ----------------- |
| 2013 | 마린 드라가냐 마트 파비치               | 리쉰한 펭셴잉                     | 7–5, 6–2          |
| 2012 | 리쉰한 펭셴잉                           | 임용규 남지성                     | 7–6(7–3), 7–5     |
| 2011 | 산차이 라띠왓 손찻 라띠왓               | 푸라이 라자 디비즈 샤란           | 6–4, 7–6(7–3)     |
| 2010 | 라미즈 유나이트 프랑크 모세어           | 바섹 포스피실 아딜 샤마스딘       | 6–3, 6–4          |
| 2009 | 릭 더 푸스트 루옌쉰                     | 산차이 라띠왓 손찻 라띠왓         | 7–6(5), 3–6, 10–6 |
| 2008 | 루카시 쿠보트 올리버 마라흐             | 산차이 라띠왓 손찻 라띠왓         | 7–5, 4–6, 10–6    |
| 2007 | 릭 더 푸스트 루옌쉰                     | 산차이 라띠왓 손찻 라띠왓         | 6–3, 7–5          |
| 2006 | 알렉산더 페야 비외른 파우               | 플로린 메르제아 다나이 우돔촉     | 6–4, 6–2          |
| 2005 | 알렉산더 페야 비외른 파우               | 릭 더 푸스트 루카시 쿠보트        | 0–6, 6–4, 10–7    |
| 2004 | 에슐리 피셔 로베르트 린스테트           | 요한 란스베리 토마스 시마다       | 7–5, 7–6(0)       |
| 2003 | 알렉스 킴 이형택                        | 알렉스 보고몰로브 제프 설젠스타인 | 1–6, 6–1, 6–4     |
| 2002 | 제이몬 크랩 마크 닐센                   | 페데리코 브로우네 로히어르 바선   | 부전승            |
| 2001 | 프란티셰크 체르마크 야로슬라프 레빈스키 | 이브 알레그로 마르코 키우디넬리   | 5–7, 7–6(8), 6–3  |
| 2000 | 팀 크리치튼 에슐리 피셔                 | 프란티셰크 체르마크 오타 푸카레크 | 6–4, 6–4          |

## 같이 보기
- 벼룩시장배 국제 남자 챌린저 테니스 대회
- 부산 오픈 국제 남자 챌린저 테니스 대회